# Антенна решітка

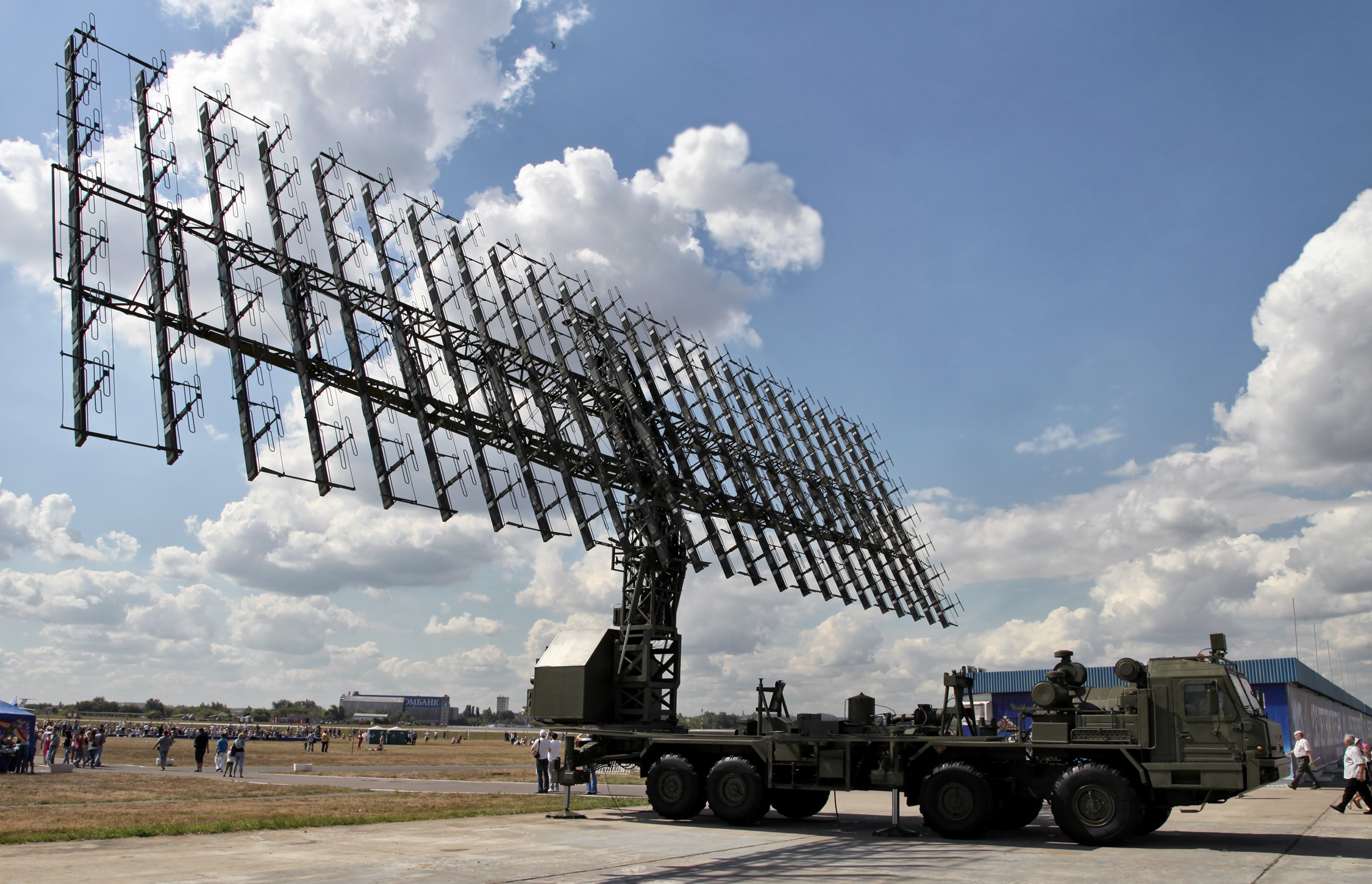
Російська станція радіолокації метрового діапазону хвиль Небо-М, оснащена фазованою антенною решіткою. Елементами плоского випромінювального полотна є триелементні антени із петлевих вібраторів.

Антенна решітка (АР) — складена антена, що містить сукупність випромінювальних елементів (окремих антен або груп антен), розташованих у просторі в певному порядку, орієнтованих і збуджуваних так, щоб отримати задану діаграму спрямованості.
Антенна решітка дозволяє отримати необхідні радіотехнічні показники (напрямок, форму і ширину променя, коефіцієнт спрямованої дії, рівень бічних пелюсток тощо) шляхом формування певного розподілу амплітуд і фаз струмів або полів, які збуджують випромінювальні елементи (амплітудно-фазового розподілу, АФР), на відміну від одиничних антен (наприклад, рупорних, дзеркальних), у яких це завдання вирішується вибором форми, розмірів, матеріалів, конструкції. В антенній решітці АФР фіксований, можливість керування АФР у робочому режимі відсутня. Наприклад, для оперативної зміни напрямку променя у просторі випромінювальне полотно антенної решітки доводиться механічно повертати. Складніша антена — фазована антенна решітка (ФАР) дозволяє довільно змінювати АФР або здійснювати послідовно в часі чи одночасно кілька фіксованих варіантів АФР. Відмінною ознакою антенної решітки є об'єднання входів випромінювальних елементів у один єдиний вхід (наприклад, за допомогою розподільника або шляхом ефірного живлення), тому багатопроменеву АР і АР зі сумарно-різницевими входами з механічним скануванням променя відносять до фазованих антенних решіток.

## Елементарний випромінювач антенної решітки
Як елементарні випромінювачі в антенній решітці можуть використовуватися різні антени як малої, так і великої спрямованості. Наприклад, у найпростіших решітках елементарними антенами можуть бути симетричні і несиметричні вібратори, хвилевідні щілини, друковані випромінювачі тощо. У радіоастрономії використовують системи з декількох великих дзеркальних антен з вузькою діаграмою спрямованості, зорієнтованих в одному напрямку. Це дозволяє збільшити коефіцієнт підсилення системи і приймати сигнал із простору на малих відношеннях сигнал/шум.

## Варіанти конструкцій
Антенні елементи антенних решіток можуть бути розташовані різними способами. Якщо фазові центри випромінювачів розташовані на одній осі, то решітку називають лінійною, якщо в одній площині — плоскою. Існують і складніші варіанти розміщення антенних елементів у просторі. Найчастіше такі системи називають конформними, оскільки вони повторюють форму поверхні, де розміщені випромінювачі. Наприклад, це може бути поверхня літального апарата, супутника землі або складний рельєф місцевості. Найпоширеніші антенні решітки, випромінювальні елементи яких розташовані в одній площині.

## Формування випромінювання
Щоб отримати прийнятий із простору сигнал на виході антенної решітки, необхідно виконати когерентне додавання сигналів від усіх її елементів. За це відповідає розподільна система, побудована на елементах НВЧ-тракту, серед яких лінії передавання, системи керування і пристрої додавання сигналів. Діаграма спрямованості формується амплітудним та фазовим розподілом за апертурою антени.

### Амплітудний розподіл
Амплітудний розподіл — це залежність передавального коефіцієнта в конкретному випромінювальному елементі антенної решітки. Зазвичай для формування вузькоспрямованого випромінювання використовують рівномірний чи спадний до країв апертури амплітудний розподіл.

### Фазовий розподіл
Фазовий розподіл — залежність різниці фаз між сусідніми випромінювачами. У загальному випадку визначає часову затримку сигналу хвилі, що падає, пов'язану з різницею ходу хвиль між сусідніми випромінювачами. На практиці найчастіше застосовують два типи фазових розподілів:
- синфазний (синфазна антена)
- лінійний (антена рухомої хвилі[ru]).

У першому випадку антена формує випромінювання за нормаллю до апертури. Другий тип фазового розподілу дозволяє сформувати випромінювання під певним кутом до апертури. Складніші фазові розподіли (наприклад, квадратичний) можуть застосовуватися для придушення бічних пелюсток діаграми спрямованості, формування ДС складної форми та за багатопроменевої роботи.

### Адаптивні антенні решітки
У процесі роботи системи змінюються як зовнішні, так і внутрішні умови роботи. З'являються джерела перешкод (для РЛС), відмови окремих елементів, умови електромагнітної сумісності. У складних системах існує можливість у процесі роботи підлаштовувати показники спрямованості антенної решітки. Для цього обчислювальний комплекс системи керування перебудовує за особливими алгоритмами коефіцієнти передавання в кожному просторовому каналі АР (елементарному випромінювачі), змінюючи тим самим амплітудно-фазовий розподіл так, щоб сформувати «нуль» у напрямку джерела перешкоди, або компенсувати антенний елемент, що вийшов із ладу. Це дозволяє суттєво підвищити якість роботи системи, покращити скритність (для РЛС). Такі системи отримали назву адаптивних антенних решіток.

## Переваги та недоліки
Перевага антенної решітки перед іншими антенами полягає в:
- можливості застосування електричного сканування (переміщення променя у просторі без фізичної зміни положення антени);
- підвищення підсилення антени порівняно з елементарним випромінювачем;
- можливість формування діаграми спрямованості складної форми;
  - адаптація до завадової обстановки та компенсація відмов обладнання;
  - формування ДС косекансної форми для оптимізації використання енергетичного потенціалу системи за дальністю;
  - можливість багатопроменевої роботи.

До недоліків системи можна віднести:
- складність розрахунку конструкції та електричних параметрів;
- звуження смуги, викликане спотворенням форми ДС на частотах, відмінних від розрахункової;
- складність елементної бази та високі вимоги до неї;
- високу вартість.

## Галерея

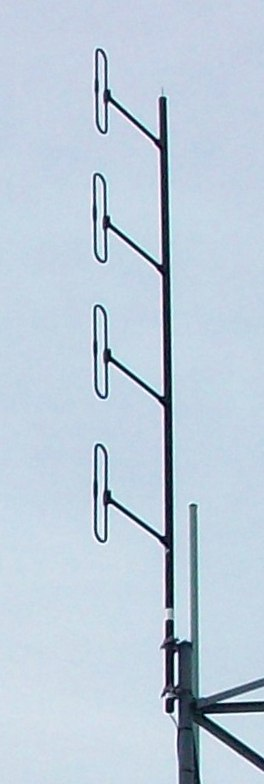
Чотириелементна колінеарна АР діапазону дуже високих частот (ДВЧ) з петлевих вібраторів
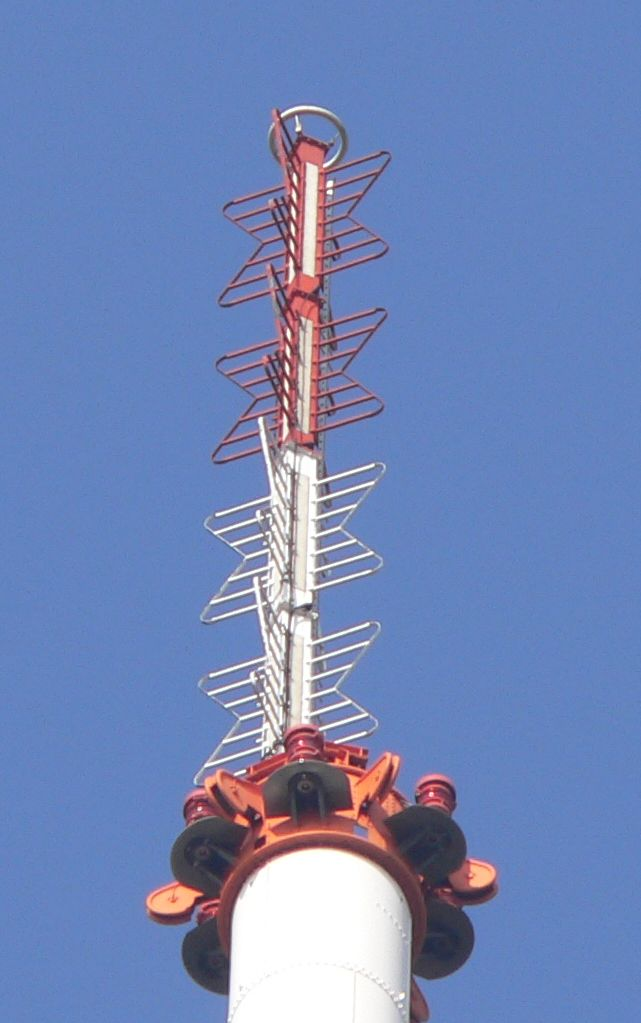
Широкосмугова АР діапазону ДВЧ станції телевізійного мовлення
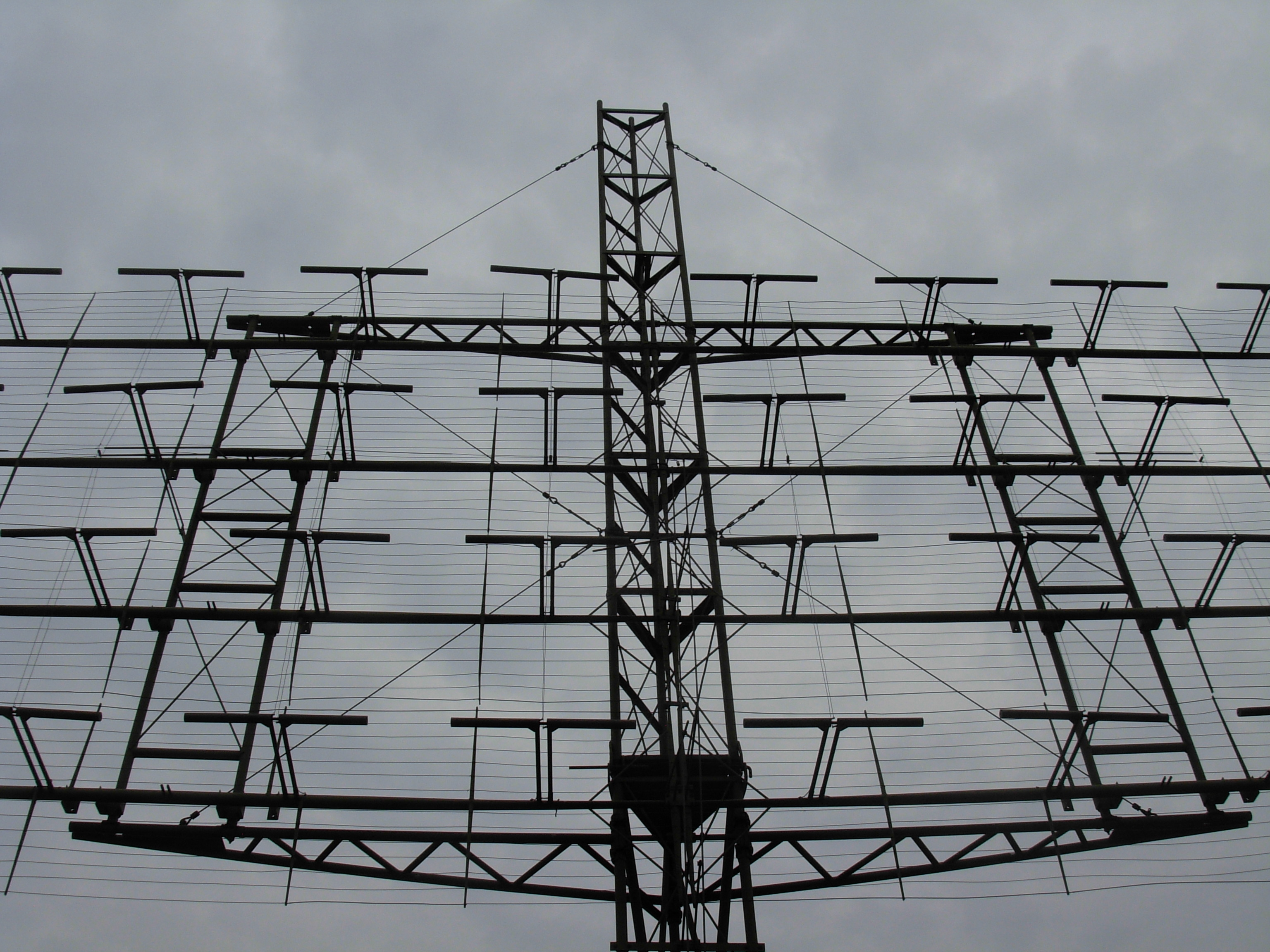
Вібраторна АР з механічним скануванням на частоту 106 МГц станції радіолокації далекого виявлення SCR-270 (США) періоду Другої світової війни
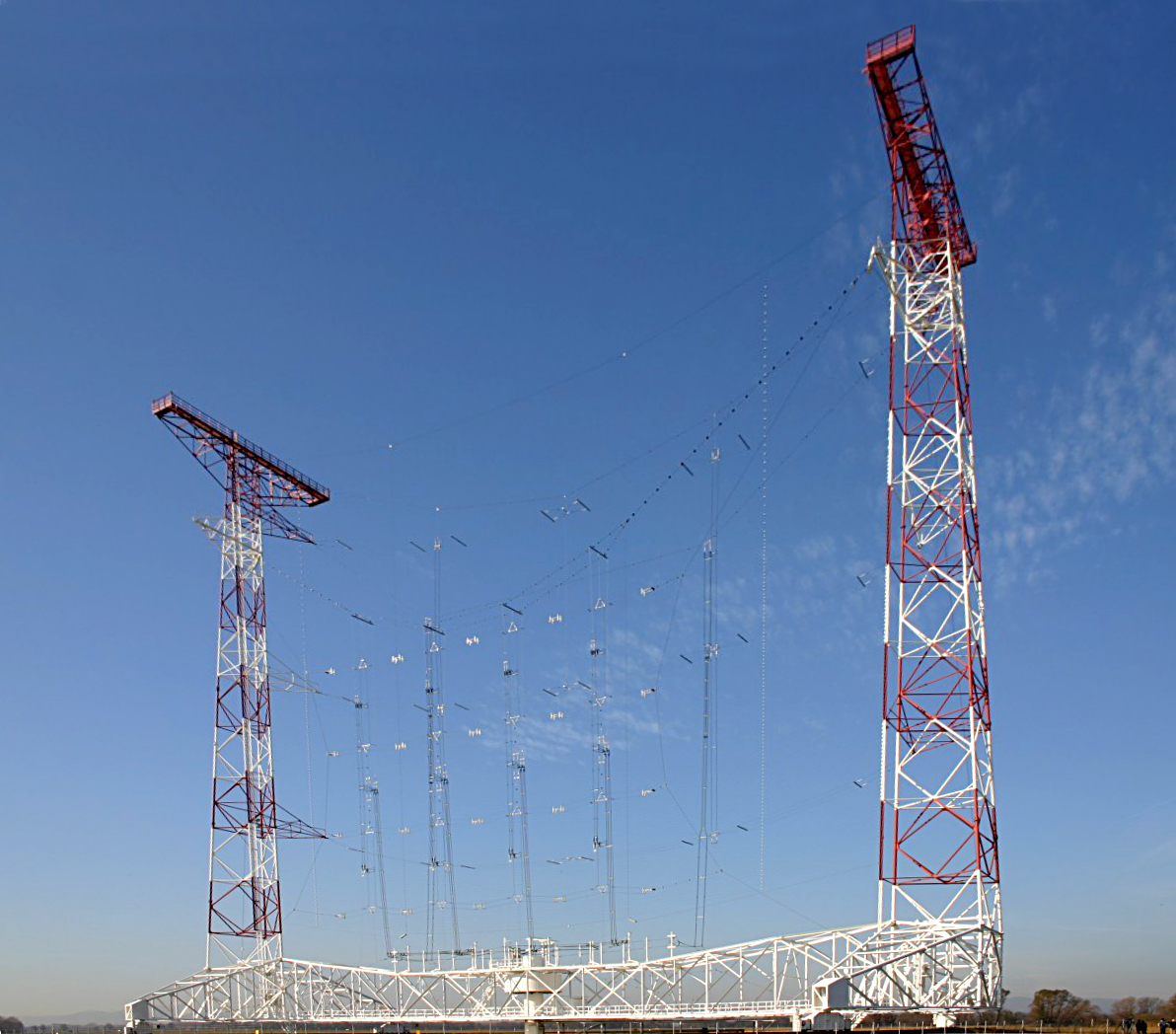
АР передавального центру діапазону ВЧ. Дротові вібратори підвішено горизонтально між двома щоглами
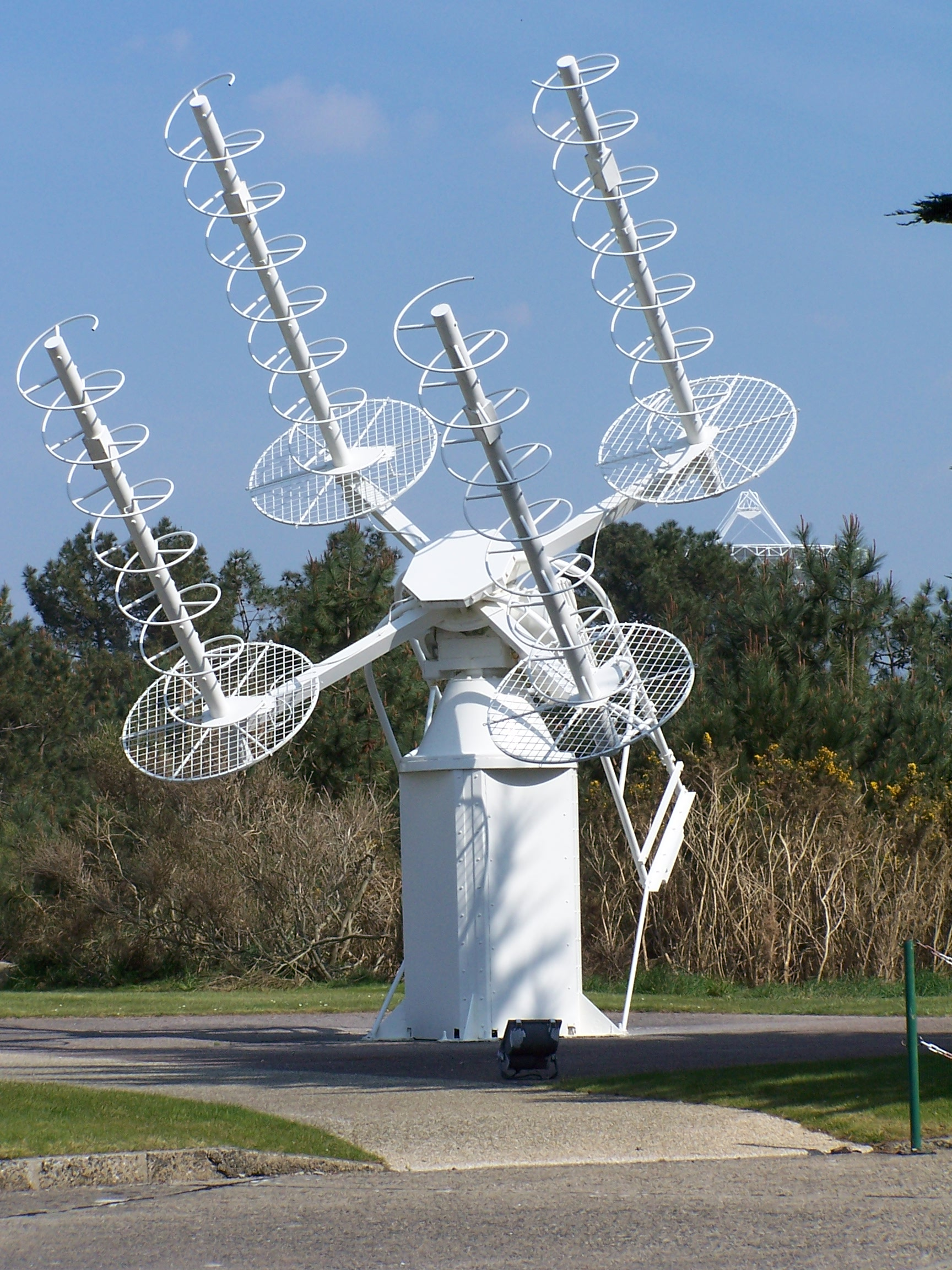
АР з чотирьох спіральних антен системи передавання телеметричної інформації
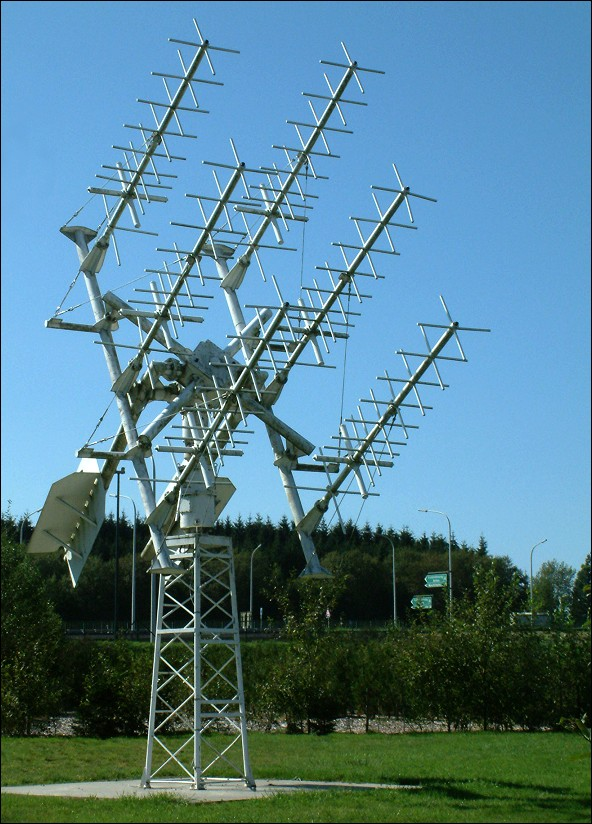
АР системи супутникового зв'язку. Кожна з чотирьох дев'ятиелементних вібраторних антен «хвильовий канал» також є антенною решіткою
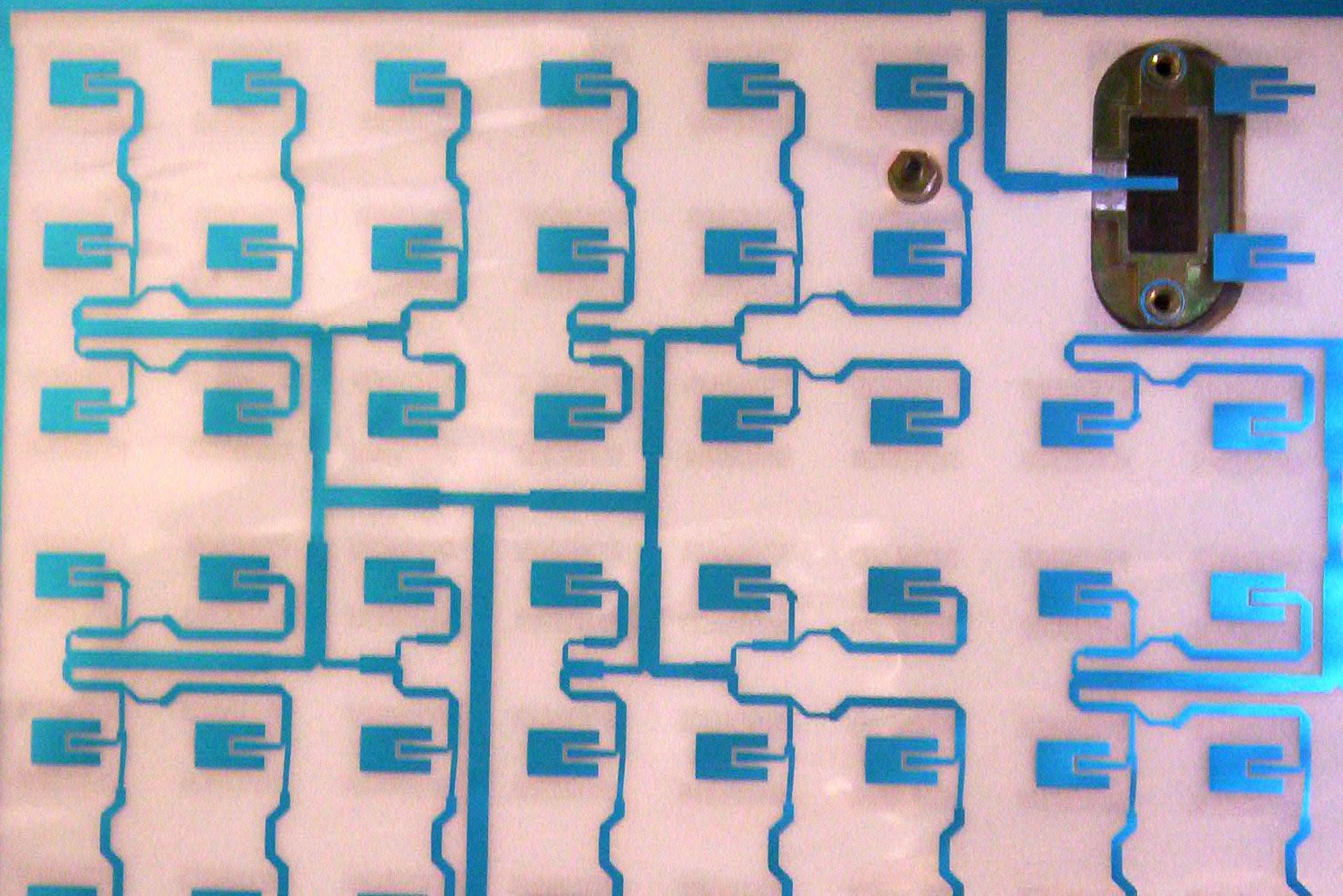
Мікросмужкова АР для приймання сигналів супутникового телебачення
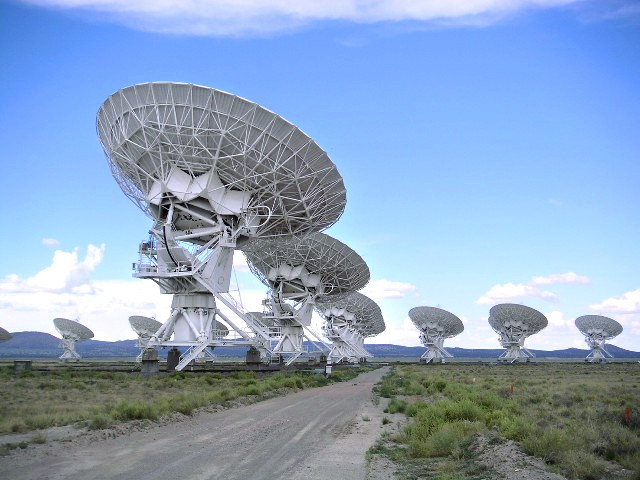
АР радіотелескопа Very Large Array, елементами якої є 27 дзеркальних антен